# مجلة تراث
تراث مجلة تراثية ثقافية منوعة تصدر عن هيئة أبوظبي للتراث، ويرأس تحريرها شمسة الظاهري، تهدف المجلة إلى إبراز جماليات التراث الإماراتي والعربي الإسلامي.

## كتاب المجلة
1. خالد صالح ملكاوي.
2. صديق جوهر.
3. محمد عبد العزيز السقا.
4. خليل عيلبوني.
5. شهاب غانم.
6. محمد فاتح زغل.
7. محمد نجيب قدورة.
8. عبد الفتاح صبري.
9. محمد عبد العزيز السقا.
10. شريف محمد.
11. خالد بين قفه.
12. نورة المزروعي.

## إصدار الكتروني
تحولت المجلة للإصدار الإلكتروني إثر قرار المجلس الوطني للإعلام الإماراتي بوقف تداول الصحف والمجلات والمنشورات التسويقية الورقية مؤقتا، اعتباراً من 24 مارس 2020 وحتى إشعار آخر، وذلك في إطار الإجراءات الوقائية لمواجهة فيروس كورونا المستجد «كوفيد 19».

## وصلات خارجية
نادي تراث الإمارات